# Купонът
Купонът е британска черна комедия от 2017 година на режисьорката Сали Потър. Филмът участва в основната надпревара на фестивала Берлинале през 2017 година.
В България е показван на София Филм Фест през 2018 година. 

## Сюжет
В основата на филма е вечерно събиране на близки приятели в къща в Лондон. Причината за събирането е избирането на Джанет (Кристин Скот Томас) за министър на здравеопазването в британското правителство. Партито обаче придобива други реалности, когато Джини (Емили Мортимър) заедно с лесбийската и приятелка обявява, че е бременна с три момчета, а мъжът на Джанет - Бил (Тимъти Спол) изненадва всички с новината, че е смъртно болен. Трагикомичните ситуации продължават след като става ясно и че Бил има любовна афера с жената на един от гостите - Том (Килиън Мърфи).

## В ролите
- Патриша Кларксън - Ейприл, самообявен циник и реалист
- Бруно Ганц – Готфрид
- Чери Джоунс – Марта
- Емили Мортимър – Джини
- Килиън Мърфи – Том
- Кристин Скот Томас - Джанет, идеалист
- Тимъти Спол - Бил, материалист и атеист